# Fa Xian

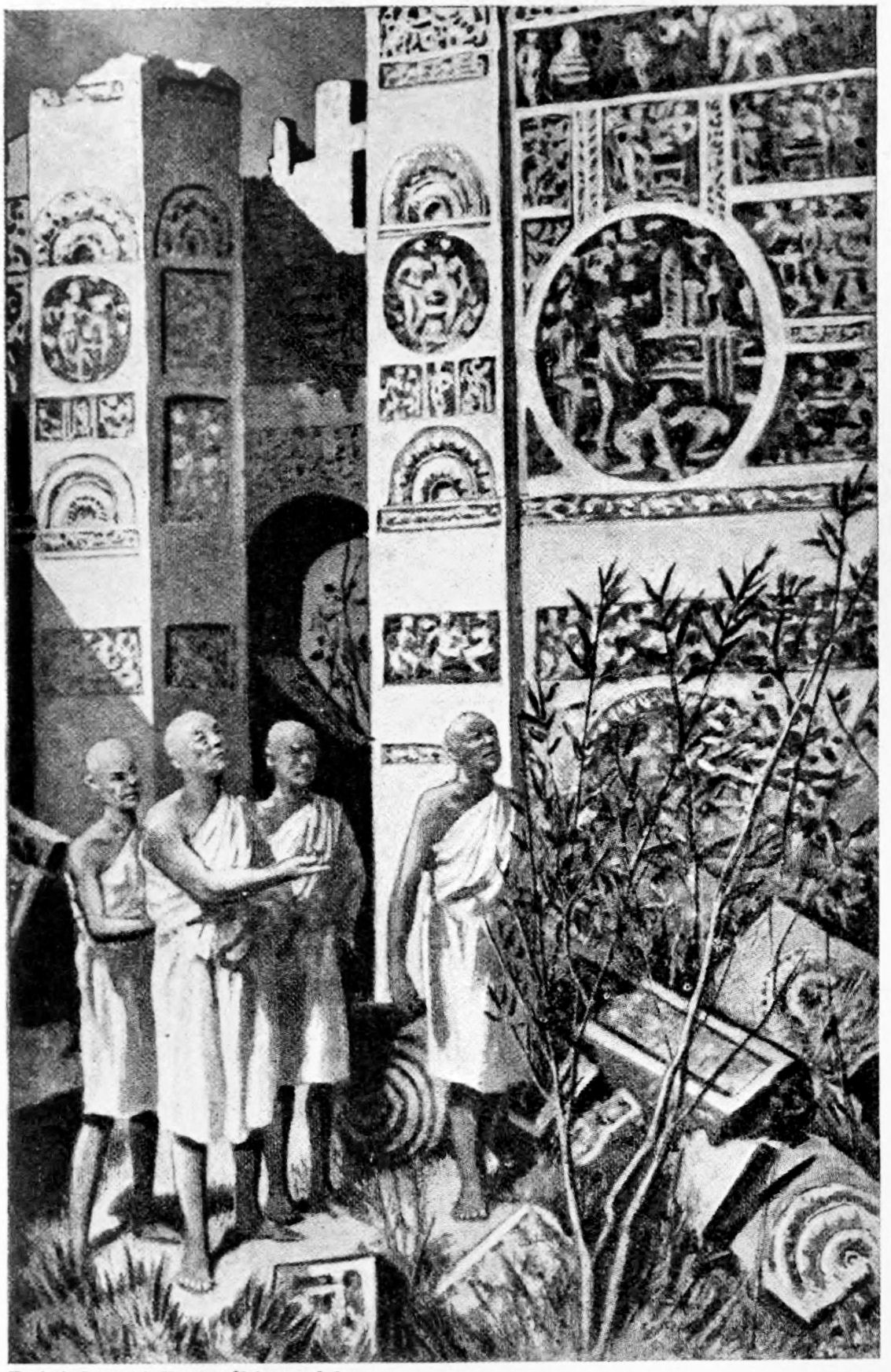
Fa Xian bij de ruïne van het paleis van Ashoka

Fa Xian (Chinees: 法顯), ook wel Fa Hien, Fa Hsien of Fa Hsian (Linfen, ca. 337 – ca. 422) was een Chinese bhikkhu (een boeddhistische monnik), die in de jaren (ca.) 399 - 414 een uitgebreide bedevaart naar alle heilige plaatsen van de Boeddha in India maakte en daar een beschrijving van heeft nagelaten.
In deze tijd lag in het noorden van India het Guptarijk, waar tijdens Fa Xians bezoek keizer Chandragupta II regeerde. De politieke eenheid had het gebied orde en welvaart gebracht en Fa Xian kon dan ook in alle veiligheid door het hele rijk heen en weer reizen. Hij beschrijft het rijk met grote bewondering. De mensen hadden een goed leven er waren weinig belastingen, de straffen waren mild en redelijk en de mensen onthielden zich van wijn, het doden van dieren en het eten van uien en knoflook. Het enige waar hij met afkeuring over schrijft is de behandeling van de Chandala's. Zij waren de onaanraakbaren die de lijken op moesten ruimen en zij moesten hun aanwezigheid luidkeels aankondigen om anderen de gelegenheid te geven hen uit de weg te gaan.
Fa Xian kwam via de passen van de Himalaya in India maar op de terugtocht ging hij per schip en maakte daarmee een grote omweg waarbij hij een aantal andere onder Gupta invloed staande gebieden in Zuidoost-Azië aandeed, mogelijk zelfs Java.

## Vertalingen
Het Bericht van de boeddhistische koninkrijken (Foguo Ji 佛國記) kende diverse 19e-eeuwse vertalingen en is recent in het Frans overgezet:
- Faxian, Mémoire sur les pays bouddhistes, ed. Jean-Pierre Drège, 2013. ISBN 2251100148